# Huta Baru (Sosa)
Huta Baru is een bestuurslaag in het regentschap Padang Lawas van de provincie Noord-Sumatra, Indonesië. Huta Baru telt 246 inwoners (volkstelling 2010).